# Ankylonuncia
Ankylonuncia is een geslacht van hooiwagens uit de familie Triaenonychidae.
De wetenschappelijke naam Ankylonuncia is voor het eerst geldig gepubliceerd door Hickman in 1958. 

## Soorten
Ankylonuncia omvat de volgende 3 soorten:
- Ankylonuncia barrowensis
- Ankylonuncia fallax
- Ankylonuncia mestoni